# Toyota i-REAL

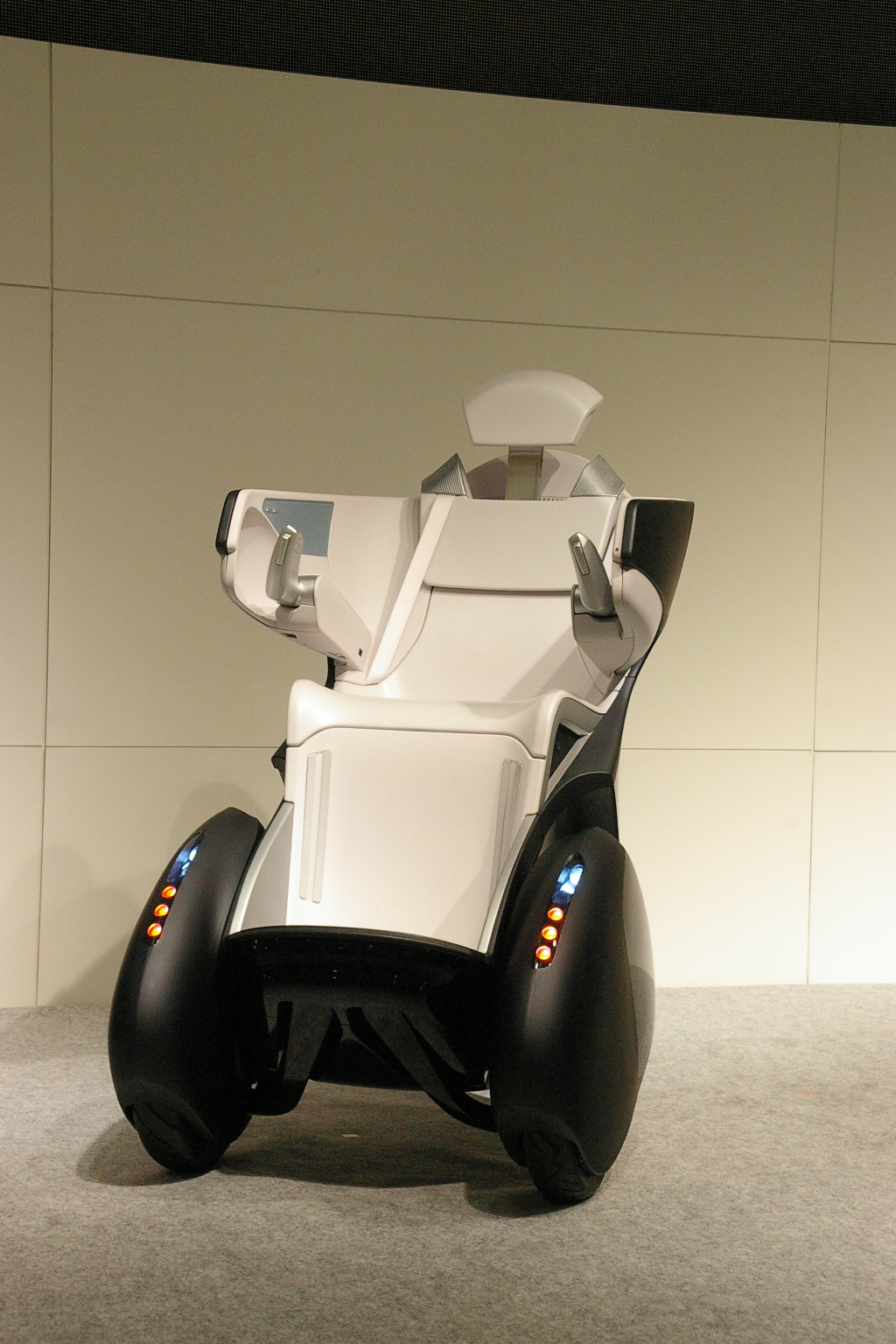
De Toyota i-REAL

De Toyota i-REAL is een conceptvoertuig van de Japanse autofabrikant Toyota. Dit model maakt deel uit van de Toyota Personal Mobility-voertuigen zoals de i-Swing en i-Unit. Het voertuig werd voor het eerst getoond op de Tokyo Motor Show van 2007. Het is min of meer een stoel op drie wielen welke aangedreven wordt door elektromotoren, met een topsnelheid van 30 km/u.
De i-REAL beschikt over twee rijdmodi: 'walking mode' en 'cruising mode'. De wielbasis is in walking mode verkort en de zitting rechter om een kleinere draaicirkel te verkrijgen, daarnaast kan maximaal stapvoets gereden worden. Met een druk op een knop kan de i-REAL in cruising mode worden gebracht, en zakt het achterwiel en de zitting achter- en onderuit voor een hogere stabiliteit en snelheid. In deze modus kan de topsnelheid bereikt worden en gedraagt de wielophanging zich net als een Piaggio MP3. Iedere i-REAL beschikt over een communicatiescherm waarmee bestuurders kunnen communiceren met andere i-REAL-gebruikers. Ledlampjes zijn verwerkt in de achterzijde om de richtingaanwijzer en gepersonaliseerde afbeeldingen te weergeven. De i-REAL kan bestuurd worden door twee joysticks die verwerkt zijn de armsteunen. Het voertuig beschikt over vijf knoppen ter hoogte van de rechterhand waarmee de i-REAL kan worden aangezet, in de vooruit, achteruit en parkeerstand kan worden gezet en de parkeerrem mee kan worden bediend.

## Veiligheid
De i-REAL beschikt over conventionele verlichting, met led-koplampen, contourverlichting en knipperlichten welke automatisch functioneren wanneer het voertuig de bocht om gaat. Daarnaast beschikt het voertuig over een claxon en veiligheidsgordel.

## Aandrijving
De Toyota i-REAL is een volledig elektrisch aangedreven voertuig, en beschikt over een lithium-ion-accu en zes elektromotoren. Elk voorwiel heeft één elektromotor (in het wiel), twee elektromotoren voor de hoogteverstelling, één motor voor het in- en uitschuiven van het achterwiel en één voor het sturen. De remmen werken regeneratief en winnen elektrische energie terug wanneer de schijfremmen worden gebruikt. Het accupakket kan worden opgeladen met een standaard stekker en behaald 80% van de maximale acculading in een uur.

## Milieu
Een deel van de zachtere panelen zijn vervaardigd uit Hibiscus cannabinus en bioplastic. De panelen die een impact moeten kunnen verdragen zijn van acrylhars gemaakt.

## Toepassingen
Het beveiligings- en begeleidingspersoneel van Chubu Centrair International Airport verkreeg in 2008 vier i-REAL's voor gebruik op de luchthaven. Er werden twee verschillende uitvoeringen voor het personeel ontwikkeld; de Ann en Kei. De Ann kreeg een 'rugtas' met daarin pamfletten en een computer met een WLAN-verbinding. De Kei beschikt over een automatische externe defibrillator. Beide modellen hebben een actieradius van 30 kilometer. Deze modellen wonnen de Good Design Frontier Design Award in 2009.
Yasuo Fukuda, oud-premier van Japan, demonstreerde de i-REAL op de G8-top van 2008.
De i-REAL werd gereden door Richard Hammond in een aflevering van Top Gear in 2009, in een kantoor in Toyota City. Op het Goodwood Festival of Speed van 2008 werd de i-REAL gedemonstreerd.

Op 2 oktober 2008 was het voor bezoekers van het Fashion Focus Chicago mogelijk om te rijden in een i-REAL. Tijdens dit evenement toonden mode-ontwerpsters Agga B. Raya, Anna Fong, Melissa Serpico Kamhout en Lidia Wachowska kleding gebaseerd op het design van de i-REAL. Toyota toonde op het WIRED NextFest 2008 meerdere conceptvoertuigen, zoals de PM, Prius Plug-in Hybrid, 1/X, i-Swing en ook de i-REAL. Het Thaise ontwerpduo Kunitar & 8E88 ontwierpen voor de Bangkok International Fashion Week 2008 kleding gebaseerd op de i-REAL.